# Tioxanteni
I tioxanteni sono un gruppo di composti organici strettamente correlati alle fenotiazine, infatti sono loro derivati ottenuti per sostituzione dell’atomo di azoto appartenente al nucleo fenotiazinico con un carbonio sp2.
Insieme alle fenotiazine, e ad altre classi di composti, appartengono alla classe di farmaci neurolettici (anche detti “antipsicotici”) tipici, o anche detti di “prima generazione”. Questo tipo di neurolettico si distingue da quelli di seconda generazione per i suoi effetti collaterali più marcati, infatti dà in particolare sintomatologia parkinson-simile a livello motorio. Esempi di tioxanteni sono il tiotixene, il clorprotixene, il clopentixolo e lo zuclopentixolo.

Struttura generica

L’RSA (relazione-struttura-attività) della classe di farmaci è simile a quella delle fenotiazine. La saturazione del doppio legame porta, in genere, ad una diminuzione dell’attività farmacologica. Quando R1≠H, l’isomero Cis del doppio legame risulta dalle 5-40 volte più attivo del Trans.